# Кит, Борис Владимирович
Бори́с Влади́мирович Кит (бел. Барыс Уладзіміравіч Кіт англ. Boris Kit, 24 марта [6 апреля] 1910, Санкт-Петербург — 1 февраля 2018, Франкфурт-на-Майне, Гессен) — белорусский и американский общественный деятель, учёный в области космонавтики, долгожитель. Заслуженный профессор Мэрилендского университета в Колледж-Парке (США), старейший член Американского общества астронавтики, почётный член Британского межпланетного общества, член комитета Международной академии астронавтики (1991), учитель, математик, физик, химик.
Являлся почётным доктором наук Гродненского государственного университета имени Янки Купалы, Почётным гражданином Новогрудка (Гродненская область).

## Биография
Борис Кит родился в семье служащего Министерства почт и телеграфов Владимира Александровича, белоруса по национальности. Отец женился Ксении Зуровой в Санкт-Петербурге. После февральской революции в 1918 году отец решил спасать семью и отвезти её к себе на родину — в д. Огородники Новогрудского уезда Минской губернии (ныне деревня вошла в г. п. Кореличи Гродненской области). В 1924 году Борис поступил в 4 класс местной школы, а в сентябре 1926 года — в 6-й класс белорусской гимназии в г. Новогрудке (находившемся в 1921—1939 годах в составе Польши). В гимназии открыл и вёл поэтический кружок. Учась в гимназии, написал реферат о творчестве Шатобриана на своём родном языке. Также в этом возрасте в совершенстве владел французским языком, затем изучил немецкий и украинский.
По окончании гимназии в 1928 году поступил на физико-математический факультет Вильнюсского университета им. С. Батория, который окончил в 1933 году со степенью магистра математики.
Ещё учась на 3-м курсе университета, стал преподавать математику в Виленской белорусской гимназии. В 1939 году Вильнюс вошёл в состав СССР и его назначили директором этой гимназии. После присоединения прибалтийских территорий к СССР вернулся в Новогрудок, сумел заново начать работу Новогрудской белорусской гимназии, назначен её директором. Работал инспектором школ Барановичской области. За это время способствовал открытию сотен начальных и десятков средних школ. Параллельно работал преподавателем математики в Барановичском учительском институте. Во время войны работал окружным инспектором Барановичского округа. В 1941 году у него родился сын Владимир Уолтер — доктор информационных технологий, ассистент министра НАСА, умер в 2009 году. Внучка Марина.
Во время ВОВ Б. Кит работал учителем деревенской школы в Лебедево, был директором учительской семинарии (Поставы). По подозрению в связях с партизанами арестован Службой безопасности (СД) и больше месяца просидел в тюрьме, ожидая расстрела. Его спас бывший ученик Константин Касяк, который пришёл к немецкому гебитскомиссару и добился освобождения.
По одной версии, в 1944 году Борис Кит с семьёй уехал с отступающими немецкими войсками в Германию. По другой версии, был обвинён в коллабарационизме из-за своей общественной деятельности в качестве учителя, но смог сбежать за границу. Сначала жил в городе Опфенбахе, потом в Мюнхене. Его отец остался жить в Белоруссии. В украинской национальной гимназии в Мюнхене Борис Кит в течение трёх лет преподавал математику. Также учился на медицинском факультете Мюнхенского университета (1945—1948 гг.).
В конце 1948 года он переехал в США, в городок Саут-Ривер, где основал крупнейшую колонию белорусов (около 300 семей). Здесь выучил английский язык. У него родился второй сын Виктор, хирург. Работал в фармацевтической фирме. В 1950 году Б. Кит переехал в Лос-Анджелес. Там он работал химиком в различных фирмах, в том числе, у одного поляка. Благодаря этому попал в Вашингтон. Потом устроился в North American Aviation. В 1956 году разработал формулу ракетного топлива на основе жидкого водорода, которое позволило совершить полёты на Луну. Участвовал в разработке топлива для космического корабля «Аполлон», челночного космического корабля «Шаттл» и др. проектах. Одновременно преподавал в Мэрилендском университете в Колледж-Парке. В 1954 году вместе с женой Ниной получил американское гражданство. С 1958 года являлся постоянным участником Международного конгресса астронавтов.
В 1960 году вышел первый в истории учебник по топливу для ракетных систем (в соавторстве с Дугласом Эвередом). Участвовал в расчете траектории полёта американских астронавтов к Луне. В 1963 перешёл на работу в Бюро астронавтики ITT Corporation.
В 1972 году ушёл на пенсию. Получил приглашение заняться преподаванием в Германии и переехал во Франкфурте-на-Майне. Преподавал в Гейдельбергском университете, филиале Мэрилендского университета в г. Висбаден. Жертвовал на многие эмигрантские белорусские издания, белорусское радио в Австралии.
Борису Киту посвящено стихотворение Ольги Ипатовой «Настаўнік» («Учитель»), две книги белорусской писательницы Лидии Савик «Вяртанне» («Возвращение»), картина Анатолия Кривенко «Борис Кит и Василь Быков» и др. произведения. Василь Быков написал «Аповеды Барыса Кіта, расказаныя ім самім» («Повествования Бориса Кита, рассказанные им самим»). Знаменитый писатель помогал знаменитому учёному писать биографию.
Имя Бориса Кита заложено в «капсулу времени» лучших учёных мировой космонавтики, замурованную в стену американского Капитолия (по др. данным, эта капсула теперь находится в специальном хранилище Гарвардского университета и будет вскрыта потомками только через 500 лет). Данного почётного жеста в США удостаиваются люди, имеющие особые заслуги перед страной.
В 1990-х посетил Беларусь. Предложил создать Национальный университет Европейского типа, такого как Оксфорд или Гарвард, для чего искал спонсоров. Впоследствии посещал её ещё в 1993 году. В 2008 году передал значительную часть своих архивов в музей в Новогрудке, в котором имеется посвящённая ему экспозиция. Новогрудский музей хранит около 600 экспонатов, переданных Борисом Китом — его личные вещи, публикации, фотоснимки, награды.
Рабочей группой белорусско-немецких встреч учреждена Премия имени Бориса Кита, которая вручается писателям, учёным, журналистам и студентам, известным своей демократической деятельностью в Белоруссии (ею отмечен, в частности, Андрей Георгиевич Мойсеёнок (Гродно, 2003) и др.).
В Минске создано объединение Товарищество Бориса Кита на базе Института гуманитарных и экологических технологий.
Скончался 1 февраля 2018 года на 108-м году жизни. 15 февраля 2018 года похоронен на кладбище православной церкви Святой Елизаветы в немецком городе Висбадене.

### Книги
- Kit B., Evered D. S. Rocket Propellant Handbook. — New York: The Macmillan Company, 1960.
- U.S.S.R. Space Program: Manpower, Training, and Research Developments / Prepared by Boris V. Kit. Edited by Frederick I. Ordway, III. — University of Maryland, Department of Physics and Astronomy, 1964.
- Mather W. G., Kit B. V., Bloch G. A., Herman M. F. Man, His Job, and the Environment: A Review and Annotated Bibliography of Selected Recent Research on Human Performance. — Washington: National Bureau of Standards, 1970. — 101 p.

### Статьи
- Kit B., Zavistovich R. R. What is gravitation... Some Soviet Views (англ.) // Air Force and Space Digest Magazine. — 1960. — February.
- Kit B., Ordway F. Entwicklungsmoglichkeiten von Sonnenenergiesatelliten in den Vereinigten Staaten. — 1970.[24]
- Normung in amerikanischer Raumfahrt (нем.) // Deutschen Normenausschuss Mitteilungen. — Berlin, 1970.
- Profile of speeds for the cars approaching the railroad – highway grade crossings. — 1971.[24]
- Markovian model for headway distributions in multi-lane freeway traffic flow. — 1971.[24]
- Which possibilities are proposed to us concerning the space energy generation. — 1974.[24]
- Die kommende Epoche der Sonnenenergie // Report at the 24th Space Congress. October 3, 1975. — 1975.[24]
- Kit B., Ordway F. Das Verwaltungserfordernis in Bezug auf die Anwendung der Ausbildungssatelliten. — 1975.[24]
- Correlates to incipient traffic congestion. — 1970s.[24]
- Kit B. Antoni Zygmund: sein Leben und sein Beitrag zu der Entwicklung der Mathematik im 20. Jahrhundert: Inaugural-Dissertation zur Erlaugung des Doktorgrades (Dr. phil.) der Universität Regensburg (нем.). — Johann Wolfgang Goethe Universität, 1983. — 150 p.
- A BRIEF HISTORY OF THE [Hermann Oberth] GERMAN ROCKET SOCIETY. Выступление на 40-м конгрессе Международной федерации Астронавтики (англ.). — 1983. 1989 — IAA 89-742 — vol 10 — AAS vol.17 — pp. 217–220
- Kit B. Meine personlichen Erinnerungen an Th. von Karman (нем.) // Astronautik : журнал. — 1987. — S. 1.
- Kit B., Heinz B. The Peenemunde rocket development center engineers & scientists those who remained in Germany // Report at the 41th Congress of the International Astronautical Federation. 6-12 October, 1990. — 1990.
- Kit B., Heinz B. Activities of former Peenemünders who remained in Germany // History of Rocketry and Astronautics. Proceedings of the Twenty-Fifth History Symposium of the International Academy of Astronautics, Montreal, Canada, 1991 / J. D. Hunley (ed.). — San Diego, California, 1997. — P. 319—323.
- Бібліяграфічны нарыс, 1994 г.[25]